# Quiet Riot
Quiet Riot este o formație de heavy metal americană, înființată în Los Angeles, California, în 1973 de chitaristul Randy Rhoads și basistul Kelly Garni. Ulterior, Randy Rhoads a părăsit trupa în 1979 pentru a colabora cu Ozzy Osbourne, și a murit în 1982 în urma unui accident de avion.